# TV2 Comedy
A TV2 Comedy (stilizálva: TV2 COME:DY, korábban Humor+) a TV2 Csoport szórakoztató kábeltelevíziós csatornája, amely főként humoros sorozatokat, vígjátékokat sugároz.

## Története

### Előzmények
A TV2 humorcsatornájának előzményei 2016 áprilisában jelentkeztek, amikor levédésre kerültek a csatorna profiljához igazodó „Comedy Network” és „Joke TV” nevek, de végül mindkettőt elvetették.

### Humor+

A csatorna logója Humor+-ként

A csatorna végleges – egyben első – neve, a Humor+, 2016. szeptember 19-én jelent meg a sat-tv-radio.hu hírében. A TV2 2016. október 10-én kiadta a sajtóközleményt, ekkor jelent meg a csatorna logója, amelyet szeptember 22-én védettek le. Nem sokkal ez után elindult a honlapja is, a sajtóközleménnyel és egy előzetessel, a honlapot az indulással véglegesítették. A csatorna a román médiahatóságtól kapta meg a sugárzási engedélyt. A csatorna 2016. október 30-án néhány órával előtte tesztadással, hivatalosan pedig 22 órakor indult el a Kapsz egy fülest! című saját gyártású műsorával. A Humor+ része a TV2 2016-os portfóliófejlesztésének.
A Humor+ elsőként a UPC kábeles hálózatain volt elérhető. 2017 februárjában a DIGI kínálatába is bekerült, majd fokozatosan elérhető lett más szolgáltatóknál is.
A csatorna első arculatát a TV2 kreatív csapata valósította meg, melyet 2018. július 30-ig használt. A 2018-as arculatváltáskor a kék-sárga-szürke-fehér színvilágot megtartotta, azonban a pluszokat és a rap zenét felváltották a kapszulaformák és az ugráló betűk.

### TV2 Comedy
A TV2 2019. december 16-án levédette a TV2 Comedy nevet és a hozzá tartozó logót.
2020. március 18-án jelentették be a csatorna TV2 Comedyre való átnevezését. Az átnevezés oka, hogy a 23 éve bejáratott TV2 márkanevet kívánják erősíteni a továbbiakban. Azonban az új név problémásnak bizonyult, mert ezt a nevet túlságosan hasonlónak tartották a Comedy Centralhoz, a Comedy szó használata miatt. A ViacomCBS megvizsgálta a jogi lehetőségeket, majd kérelmet nyújtott be az SZTNH-nak a névhasonlóság miatt.
Az átnevezésre 2020. május 18-án 4:45-kor került sor A dadus című amerikai szitkom 2. évadjának 20. részével. Az év június 19-én logót váltott, de az arculati elemekben és a műsorajánlókban megmaradt a régi logó egészen augusztus 17-ig.
2024. január 1. óta a csatornán látható sorozatok visszanézése kizárólag a TV2 Play Premium szolgáltatásán keresztül érhető el.

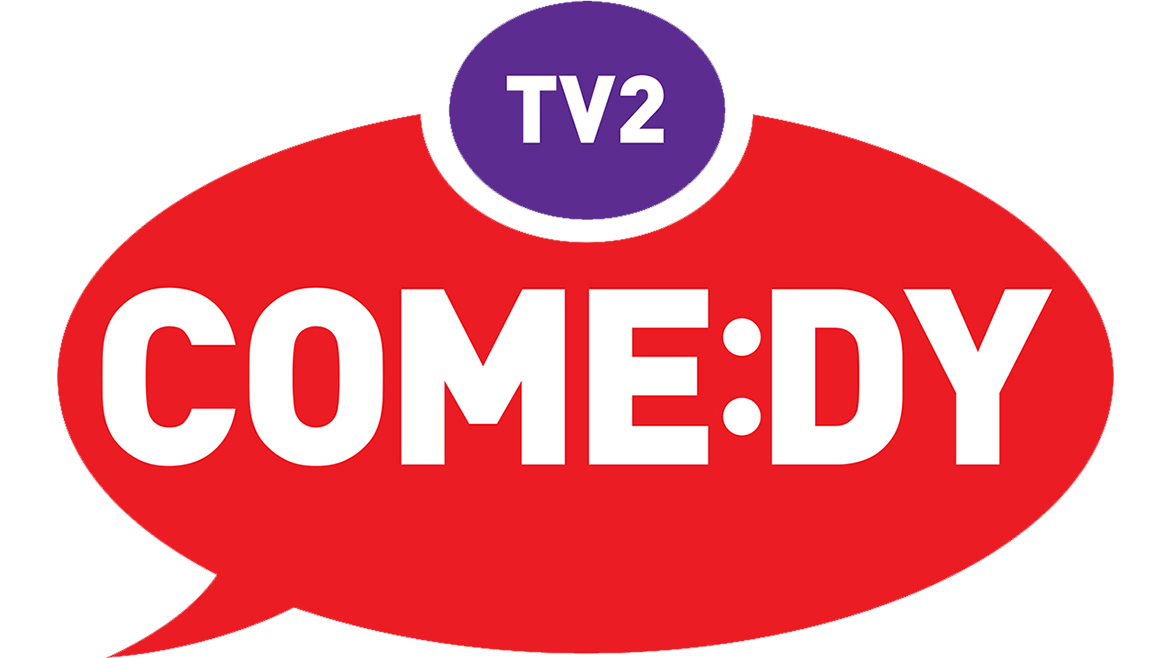
A csatorna korábbi logója 2020. május 18-tól június 19-ig (hivalatosan) illetve augusztus 17-ig arculati elemek és ajánlók

A csatorna hangja Markovics Tamás.